# Дебоскет, Даниил Исаакович
Даниил Исаакович Дебоскет (де Боскет; де Боске) (фр. de Bosquet) (р. 1703 — ?) — российский военный инженер французского происхождения, генерал-аншеф (1766).

## Биография
Родился в семье французских эмигрантов в Бранденбурге. Прошёл курс обучения инженерному делу и математике.
В 1726 году поступил на русскую военную службу в чине поручика в Псковский пехотный полк, с 1730 года — полковой квартирмейстер.
С 1731 года — инженер-капитан-поручик, привлечён к работе над планом Москвы, однако уже в следующем году направлен для работы над Украинской оборонительной линией в преддверии новой войны с Турцией. Во время русско-турецкой войны в кампании 1737 года участвовал во взятии и защите крепости Очаков. В 1738 году получил чин инженер-майора, в 1739 году участвовал в Хотинском и Молдавском походах в качестве «главного инженерного офицера». По окончании войны с Турцией участвовал в совершенствовании украинских крепостей, с 1743 года — инженер-подполковник.
В годы Семилетней войны 6 октября 1756 года получил чин генерал-майора, с 21 сентября 1759 года — генерал-поручик при Инженерном корпусе, 22 сентября 1762 года стал кавалером ордена Святого Александра Невского. С 1766 года — генерал-аншеф.